# Kvinnofängelsefilm
Kvinnofängelsefilm (ibland WIP efter engelskans "women in prison") är en exploateringsfilmgenre. Filmerna utspelar sig i fängelser för kvinnor och tar ofta vara på de chanser detta ger att visa nakenhet, lesbianism, tortyr och annat som lockar publik. Genren hade sin storhetstid under 1970-talet och 1980-talet.
I regel har filmerna i genren liknande story: en eller flera kvinnor spärras (oftast orättmätigt) in i ett fängelse. Där utsätts de för misshandel och förödmjukelser av sadistiska fångvaktare eller medfångar som vill markera sin högre position i fängelsehierarkin för att, vanligtvis, lyckas rymma på slutet. De filmer som avviker från standardslutet genom att låta fångarna hämnas på sina plågoandar kommer ofta från Japan.
Genren har dessutom två subgenrer, nazisploitation och nunsploitation, som tar samma grundkoncept men använder sig av nazisternas koncentrationsläger respektive nunnor i kloster för att krydda filmerna ytterligare.

## Exempel på kvinnofängelsefilmer
- 99 Women (1969, Regi Jess Franco)
- Die Blonde Sexsklavin (1971, Regi Renato Frustratus)
- The Big Birdcage (1972, Regi Jack Hill)
- Caged Heat (1974, Regi Jonathan Demme)
- Bare Behind Bars (1980, Regi Oswaldo De Oliveira)
- Virgin Apocalypse (1988, Regi Leung Poeh)
- Orange Is the New Black (TV-serie 2013–)